# Szczawno-Zdrój
Szczawno-Zdrój (německy Bad Salzbrunn; do 1935 Obersalzbrunn, 1945–1946 Solice-Zdrój) je lázeňské město v jihozápadním Polsku v Dolnoslezském vojvodství v okrese Valbřich. V roce 2023 zde žilo 5 243 obyvatel.

## Historie
Osídlení oblasti okolo města začalo od 2. poloviny 12. století kolonizací v pohraničních lesích. Vesnice Salzborn je poprvé zmíněna v roce 1221, severní část patřila klášteru benedikinů v Křešově. Roku 1318 je doložen farní kostel a špitál pro malomocné, který využíval léčivou vodu horního pramene (Oberbrunnen). Pramen kultivoval  pravděpodobně již po roce 1200 vévoda Jindřich I. Bradatý; užíval se až do roku 1352.
Po smrti vévody Bolka II. v roce 1368 přešla ves s celým svídnickým vévodstvím k České koruně. Vdova po Bolkovi, Anežka Habsburská zde však měla užívací právo až do své smrti v roce 1392. Od roku 1509 zdědil toto panství rod Hochbergů (také Hoberg, Hohberg). V roce 1550 zde bylo evidováno 55 zemědělských usedlostí. Léčivou sílu pramenů popsal již koncem 16. století lékař a přírodovědec Kaspar Schwenckfeldt, ale bez ohlasu. Po první slezské válce roku 1742 se sídlo dostalo pod vládu Pruska a s ním roku 1871 pod Německo. V 19. století zde byla založena tkalcovna, sklárna s výrobou zrcadel, porcelánka, cihelna a otevřen černouhelný důl. Roku 1853 byla do města přivedena železnice z Valbřichu. 
Další období rozvoje lázní nastalo na počátku 20. století. V letech 1908–1911 byl z iniciativy Jana Jindřicha XV. Hochberga, knížete von Pless, postaven elegantní „Grand Hotel“. V roce 1924 zde princ von Pless a jeho manželka otevřeli 24jamkové golfové hřiště, které brzy začalo hostit slavné golfisty z celé Evropy. Hochbergové vlastnili Szczawno až do roku 1934. 
Počátkem jara 1945 město obsadila Rudá armáda a do konce dubna byla oblast osvobozena. 15. července 1945 bylo německé obyvatelstvo -až na výjimky - vysídleno.  V roce 1946 bylo město začleněno do nově založeného Vratislavského vojvodství v Polsku. V období od roku 1945 do roku 1950 se používal název Solice Zdrój, ale nakonec se ujala jeho současná podoba. 
V letech 1975–1998 město administrativně náleželo do Valbřišského vojvodství. 

## Lázně

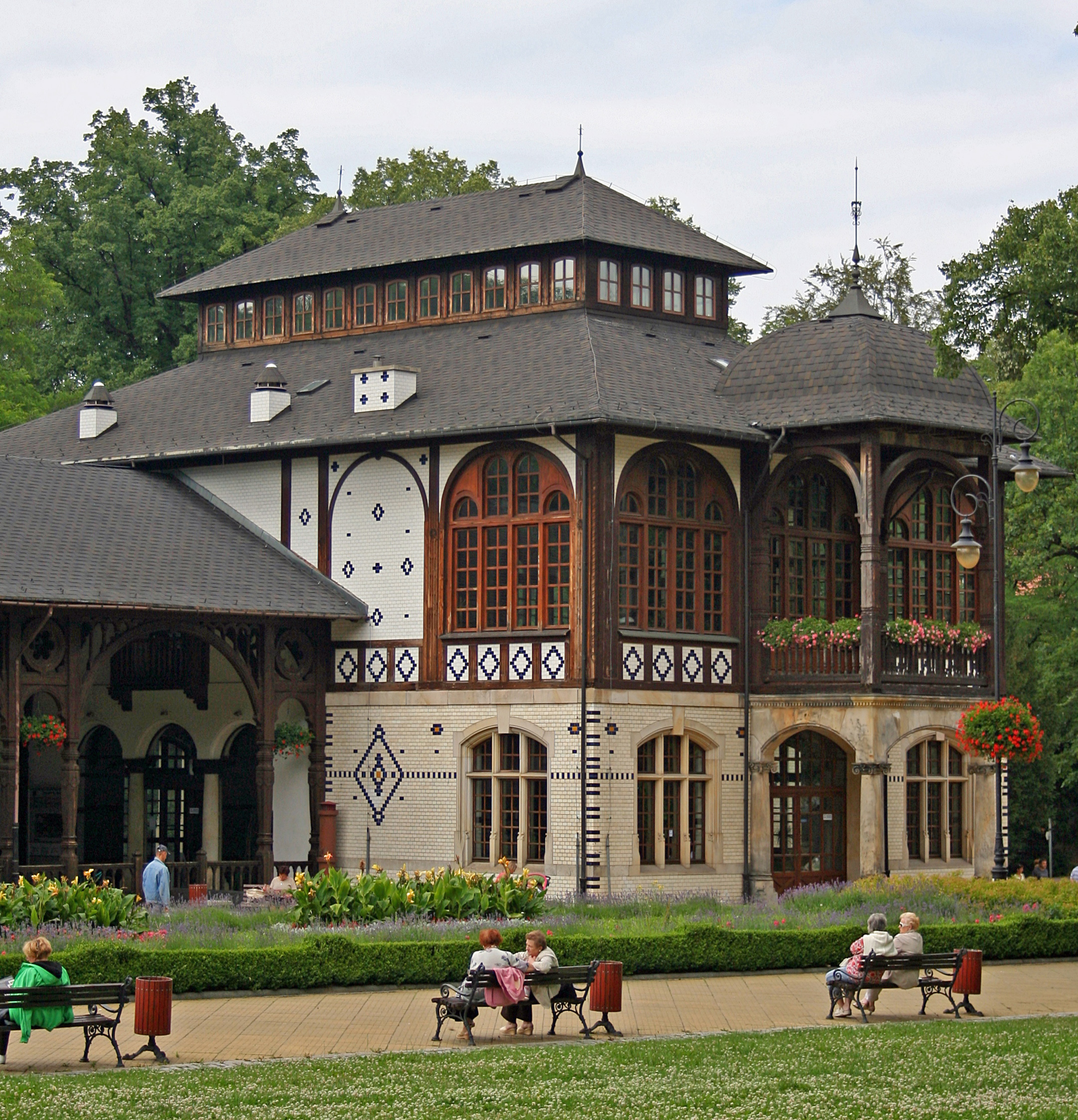
Lázeňský dům nad pramenem

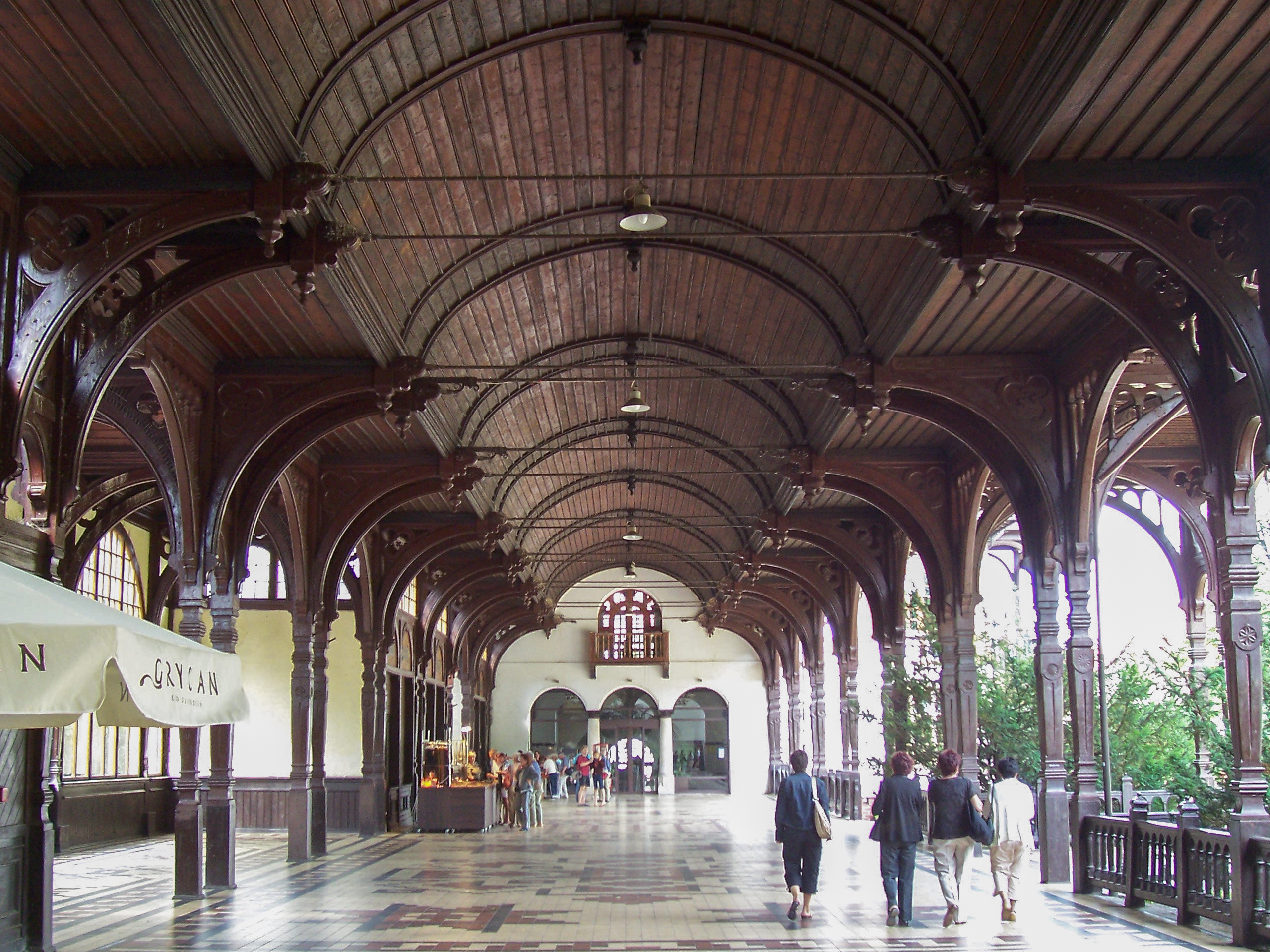
Kolonáda

V léčivé lázně se městečko vyvinulo pod názvem Obersalzbrunn až v období osvícenství, po publikaci vratislavského lékaře a chemika Johanna Gottfrieda Morgenbessera, který chemickým rozborem vody z roku 1774 poukázal na její léčivé účinky. Lázně byly otevřeny v roce 1815. Prvním lázeňským lékařem byl Augustin Zemplin. V roce 1818 zde bydlelo jen 970 obyvatel v převážně dřevěných domech. V roce 1823 byla vybudována lázeňská promenáda, léčebný park, okrasná zahrada a vysazeno stromořadí. V roce 1830 byla postavena kolonáda Elisenhalle, která byla roku 1893 obnovena. Roku 1840 bylo evidováno již 1690 obyvatel. Roku 1842 město postihl velký požár.  V roce 1896 bylo otevřeno divadlo. V roce 1897 byla zřízena růžová zahrada a roku 1911 přibyl lázeňský dům Slezský dvůr (Schlesisches Hof).
Nejznámějšími lázeňskými hosty byli členové pruského královského dvora. Mimo jiné lázně navštívili v roce 1825 pozdější hrabě Helmuth Karl Bernhard von Moltke a 1838 ruský car Mikuláš I. s carevnou Alexandrou Fjodorovnou.
Na počátku 20. století patřil Obersalzbrunn k nejvýznamnějším slezským léčivým lázním. Počet lázeňských hostů postupně přibýval; z 2776 hostů v roce 1880, 3500 v roce 1885 a v roce 1913 9217 hostů. Roku 1931 se staly do té doby královské lázně soukromým podnikem Bad Salzbrunner Kur- und Heilbad GmbH. V roce 1935 bylo lázeňské město přejmenováno na Bad Salzbrunn (Lázně Salzbrunn) a do čela vedení města se dostali národní socialisté. V roce 1937 bylo město povýšeno na pruské státní lázně a v roce 1945 připojeno k Polsku se současným názvem. 

## Osobnosti
- Carl Hauptmann (1858–1921) – dramatik a spisovatel
- Gerhart Hauptmann (1862–1946) – naturalistický spisovatel
- Clytus Gottwald (1925–2023), německý hudební skladatel, dirigent a muzikolog